# Almàssera
Almàssera (Almàssera anche in valenciano mentre in spagnolo è nota anche come Almácera) è un comune spagnolo di 7 672 abitanti della provincia di Valencia nella comunità autonoma Valenciana.

## Geografia fisica

### Territorio
Il comune di Almàssera, con un'estensione di 2,7 km², si trova a nord di Valencia, sulla riva sinistra del burrone di Carraixet, che segna anche i confini con Tabernes Blanques e Alboraya. Questo burrone trasporta acqua solo stagionalmente, anche se possono verificarsi grandi inondazioni quando straripa. Il resto del territorio, completamente pianeggiante, è irrigato dai canali di irrigazione dell'Acequia Real de Moncada e dell'Acequia de Rascaña, alimentati dal fiume Turia.
L'intera area è costituita da terreni quaternari formati da depositi alluvionali e colluviali.

### Clima
Almàssera gode di un clima tipicamente mediterraneo, molto simile a quello della città di Valencia. In città le temperature medie a gennaio superano gli 11 °C, mentre ad agosto, il mese più caldo, la temperatura media è di 26 °C. La stagione più piovosa è l'autunno, in cui si accumula quasi il 40% delle precipitazioni annuali.

## Origini del nome
Il toponimo deriva dall'arabo المعصرة (al-maʿṣara), "frantoio" o "torchio".

## Storia

### Età antica
Nella zona di Almàssera non sono state trovate tracce di insediamenti preromani o romani, ma i resti rinvenuti sia sulla costa di Alboraya sia di Tabernes Blanques (insediamento di origine romana) indicano che in questa zona la romanizzazione fu notevole. Alla foce del Carraixet c'era un molo in uso fin dal VII secolo a.C. utilizzato come via di comunicazione naturale con l'entroterra. Questa attività commerciale potrebbe essere stata collegata ad alcuni insediamenti rurali, poiché sono stati individuati anche resti di centuriazione lungo il canale di irrigazione di Moncada. Inoltre, l'attuale strada di Barcellona, che attraversa il comune di Almàssera da nord a sud, segue approssimativamente lo stesso percorso della romana Via Augusta. Pertanto, non si può escludere che nelle sue vicinanze ci fosse stato qualche tipo di insediamento, anche se l'archeologia non ha confermato queste ipotesi.

### Età medievale
L'origine di Almàssera si trova in un'alquería (una piccola comunità rurale) andalusa, che Giacomo I donò il 9 giugno 1238 a Vidal de Canyelles, vescovo di Huesca. Nel 1239 queste terre subirono una segregazione e passarono nelle mani di Guillem de Capcentelles, Ramon de Rovira e Guillermo Cazador. Nel 1242 il luogo apparteneva a Miró de Ciudadela e il 2 febbraio 1257 fu concesso, insieme ad Alboraya e ad alcune case di Valencia, a Umbert de Volta. Alla sua morte, avvenuta nel 1270, i possedimenti passarono a uno dei suoi figli, Ramón de Volta, rappresentato a sua volta dal figlio Albert de Volta. Successivamente divenne proprietà della famiglia Artés fino al 1610. Nel 1352 Almàssera ottenne l'indipendenza ecclesiastica da Alboraya, grazie all'episodio del miracolo dei pesci e alla mediazione del vescovo Hug de Fenollet.

### Età moderna
Nel 1610 divenne signoria dei conti di Parcent, fino alla loro abolizione nel 1814, costruendo un palazzo signorile nella piazza principale, il luogo che oggi occupa il centro culturale. Durante il 1663 i contadini, insieme a quelli di Alboraya, Benimaclet, Benetússer, Beniferri, Campanar, El Grao, Mislata, Paiporta, Patraix, Ruzafa e Xirivella, parteciparono attivamente alla rivolta contro il monopolio del commercio della carne imposto dalla città di Valencia, e che durò più di un anno.

### Età contemporanea
Nel Diccionario de Madoz (1845-1850) appare la seguente descrizione, con informazioni interessanti su Almàssera e il suo termine nel XIX secolo:
(Diccionario de Madoz, Volume II, pagina 75, 1848)
Sembra che i contadini di Almàssera siano stati tra i principali promotori della rivolta di Huerta del 1878, una rivolta contadina contro le tasse elevate per introdurre prodotti agricoli in città. I contadini dovevano contare sull'appoggio delle oligarchie locali, per punto che il 1º marzo di quell'anno il governatore civile della provincia di Valencia ordinò l'arresto dei sindaci di Almácera e Alboraya. Tuttavia, il provvedimento non ebbe alcun effetto e fu proprio in un incontro tra questi sindaci, quello di Benimaclet e forse quelli di altri comuni, che si gettarono le basi per il ritorno alla normalità. Nel 1906, si tenne un incontro tenne ad Almácera un'esposizione di industria e agricoltura, il cui successo probabilmente incoraggiò l'Esposizione Regionale Valenciana del 1909.

### Simboli
Lo stemma di Almàssera presenta il seguente blasone:
(Real Decreto 774/1979)

## Società

### Evoluzione demografica
Abitanti censiti (in migliaia)

- Comuni spagnoli per popolazione

### Lingue e dialetti
Nella città sono ufficiali due lingue, il castigliano (o spagnolo) e il valenciano, che è il nome storico e ufficiale utilizzato dalla Comunità Valenciana per indicare il catalano. La distinzione tra valenciano e catalano è meramente politica: infatti secondo l'Accademia della Lingua Catalana il valenciano è una varietà del catalano strettamente imparentata alle parlate occidentali (della Provincia di Lleida e della parte meridionale di quella di Tarragona) di tale lingua, mentre secondo l'Acadèmia Valenciana de la Llengua, il catalano sarebbe nato cronologicamente dopo il valenciano. Non si sa con certezza quale dei due idiomi sia nato prima, ma hanno una forte somiglianza. A causa della pressione politica e demografica del passato, il castigliano è predominante, ad eccezione delle zone circostanti l'area metropolitana della provincia di Valencia dove è parlato regolarmente il valenciano. Nonostante ciò, il governo locale incoraggia l'uso della lingua locale.

## Monumenti e luoghi d'interesse

### Architetture religiose

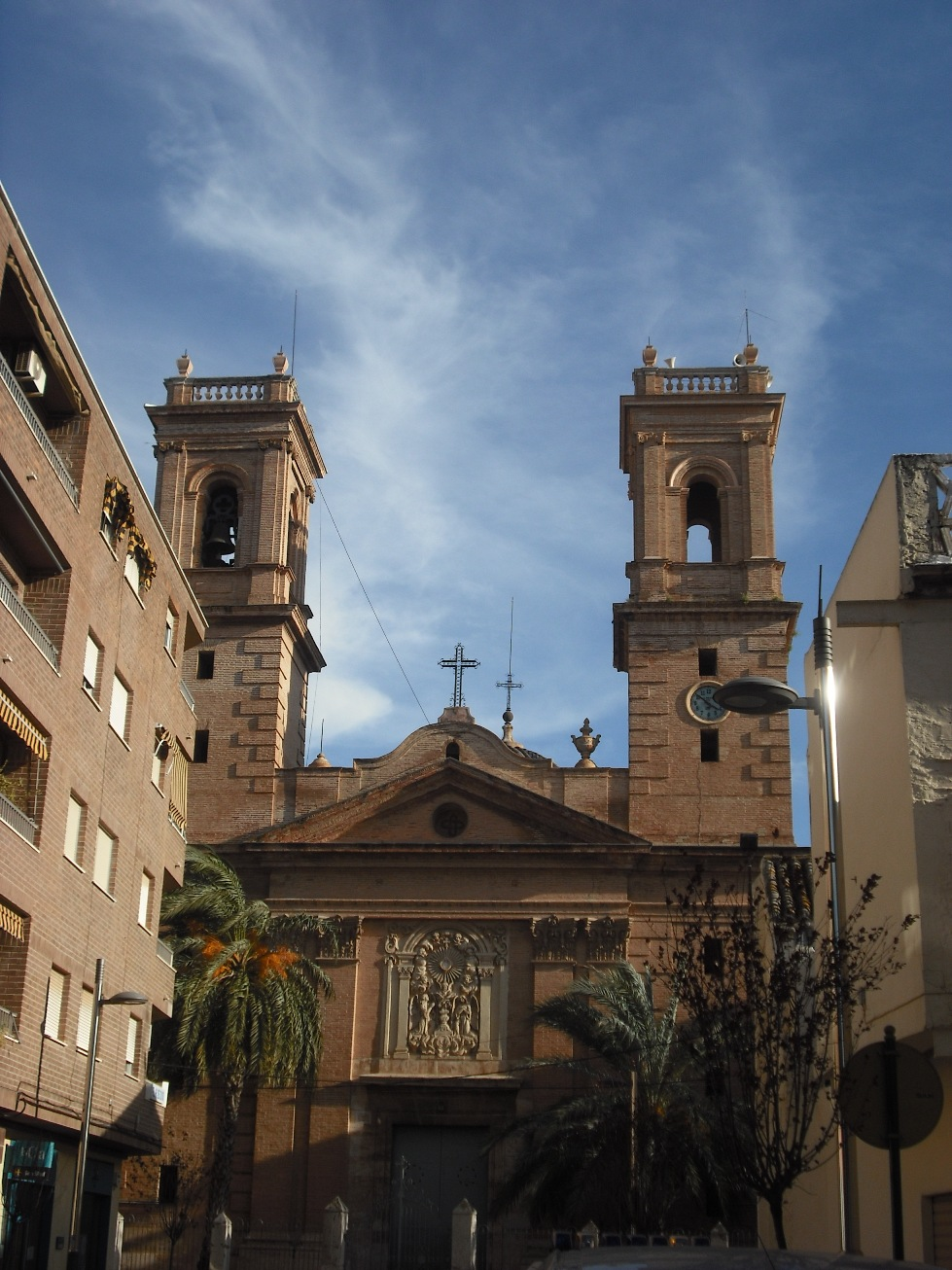
La Chiesa del Santissimo Sacramento

- Chiesa Parrocchiale del Santissimo Sacramento (Iglesia Parroquial del Santísimo Sacramento in spagnolo e Església del Santíssim Sacrament in valenciano): È costruita sul sito dell'antico tempio, che fu costruito nel 1347 e fu un annesso della parrocchia di Alboraya fino al 1352.[19] Questo tempio fu demolito nel 1699.[1] La chiesa attuale iniziò ad essere costruita nel 1792 secondo i piani di Vicente Marzo e fu completata nel 1875. È un edificio a tre navate e transetto, con due campanili.[1] La facciata si distingue per il suo rigore accademico e geometrico.[19] Si conserva la cassa di piombo dove, secondo la tradizione, si trovano le forme che diedero origine al miracolo dei pesci. Degne di nota sono anche le opere dell'Almacerense Antonio Cortina Farinós.[1]

- Cappella di Innocenzo XI: Nota anche come Cappella del Miracolo (Capilla del Milagro in spagnolo o Capella del Miracle in valenciano), deve il suo nome al ritratto di papa Innocenzo XI che presiede la sala.[20] Dal 2006 è oggetto di un importante restauro per restituire lo splendore dell'apparato pittorico insieme alle opere ispirate a quelle di Antonio Palomino e ai resti pittorici in allusione al miracolo dei pesci.[20]

### Architetture civili

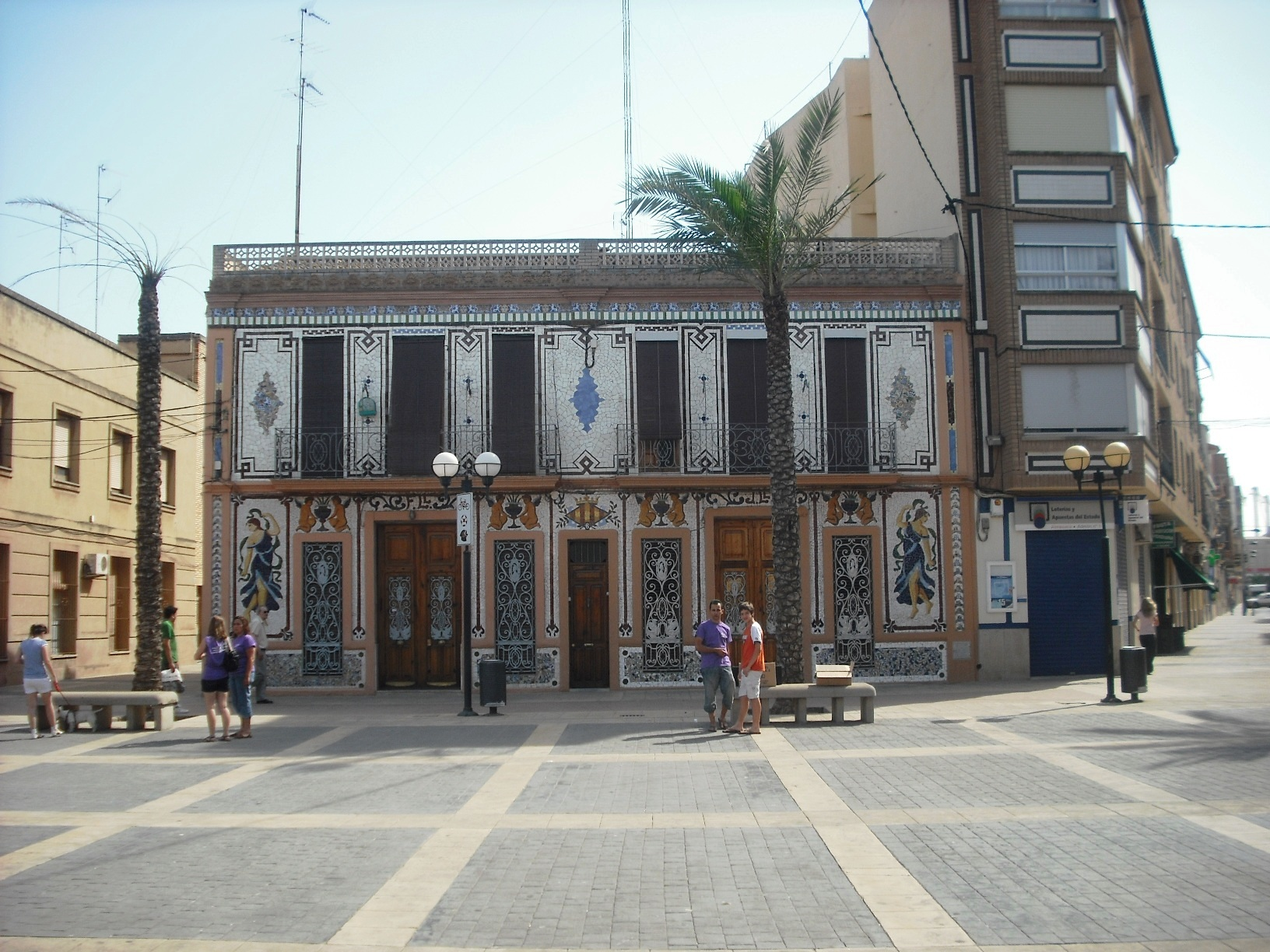
Casa Llopis

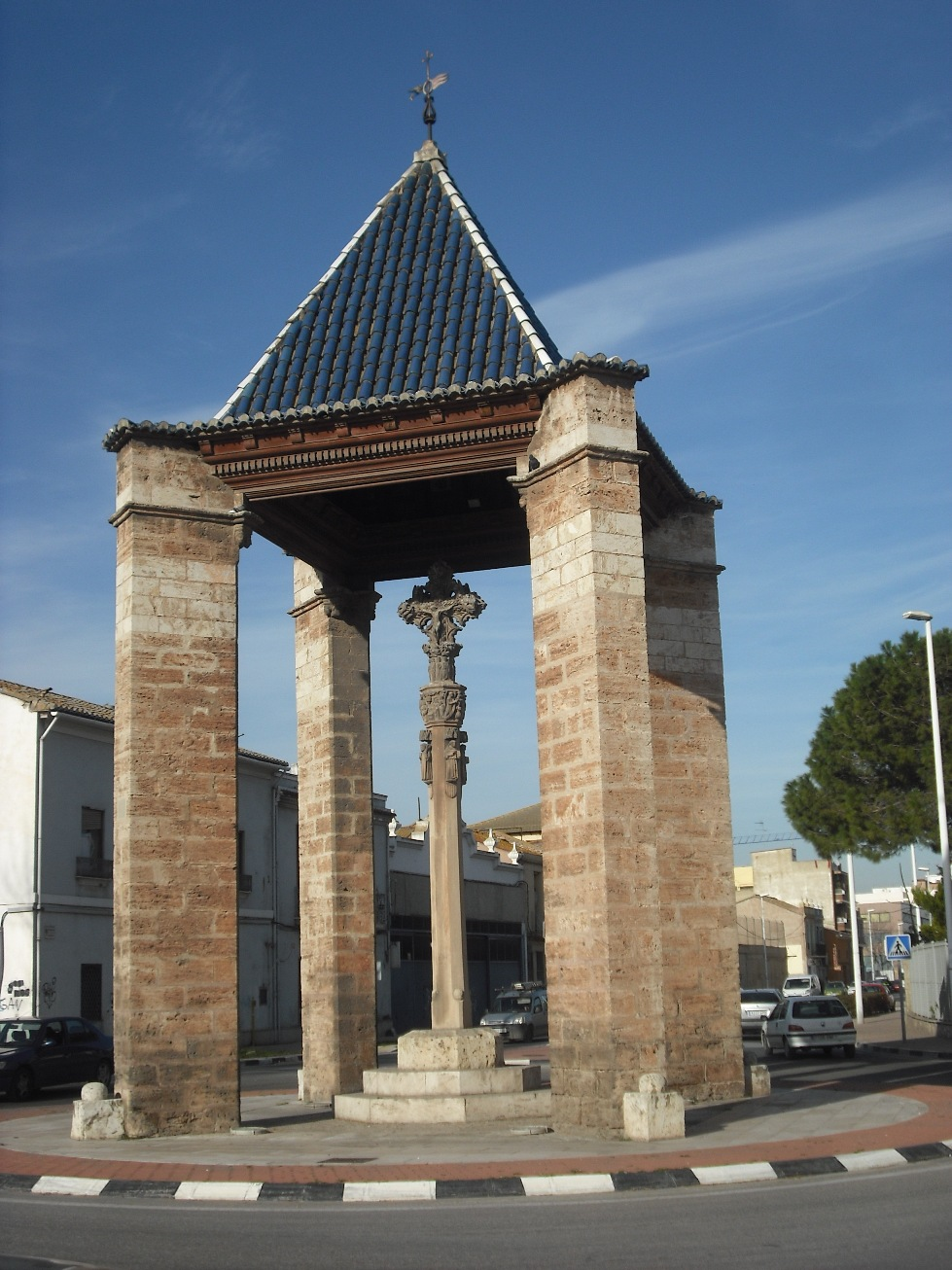
La Cruz Cubierta

- Casa Llopis: In stile modernista valenciano, si trova nella Plaza Mayor e la sua facciata è completamente decorata con azulejos della fabbrica Nolla di Meliana,[21] che formano un mosaico con rappresentazioni di figure femminili danzanti. In alto si trova un fregio con angelotes (una variante dei putti) alternati a vasi e maschere con leoni.[21] Sulle sbarre delle finestre e sulle imposte delle porte sono presenti decorazioni con figure di guerrieri.[21]

- Croce Coperta (Cruz Cubierta in spagnolo o Creu Coberta in valenciano): Fu ordinata dai giurati di Valencia nel 1372 e innalzata dagli scalpellini di Sant Mateu.[1] Fu ristrutturata e decorata nel corso del XV secolo,[1] e la sua ultima ricostruzione fu realizzata nel 1942.[22] È strutturata su quattro pilastri in pietra, disposti radialmente, sormontati da semicolonne e capitelli gotici. Il tetto è di legno e le tegole sono blu. La croce, che si erge al centro su tre gradini ottagonali e un pilastro prismatico,[23] mostra Cristo crocifisso da un lato e la Vergine Maria dall'altro.[22] Sul capitello della croce scene dell'Annunciazione, della Nascita di Gesù, l'Epifania e l'Assunzione di Maria. Poiché la Vergine era la protettrice delle truppe di Giacomo I, non è un caso che il volto in cui appare sia rivolto verso Santa María del Puig.[22]

### Fontane
- Fontana «Historic Almàssera»: Inaugurata nel 2006, è sormontata dal murale Almàssera històrica, realizzato dal ceramista Dionisio Vacas e dall'artista Caridad Ramos.[24] Rappresenta tutto, dalla donazione della casa colonica a Vidal de Canyelles alla preparazione della caldaia di fesols i naps, non dimenticando il miracolo dei pesci.[24]

## Aree naturali
- Plaza Mayor: Si trova nel centro del centro storico e ha una forma quadrangolare. Su di essa si aprono il municipio, il centro culturale, il casinò e la casa modernista, e al centro si trova una fontana monumentale.[25] Fu ristrutturata e ampliata nel XIX secolo e attualmente è pedonale.[25]

- Giardino di Ausiàs March (Jardín de Ausiàs March in spagnolo): Ha una forma allungata e combina diversi elementi architettonici, come fontane e panchine in trencadís, con aree per giochi ed esercizi, piste di pattinaggio e campi da pétanque. Il centro sanitario si trova all'interno.[25]

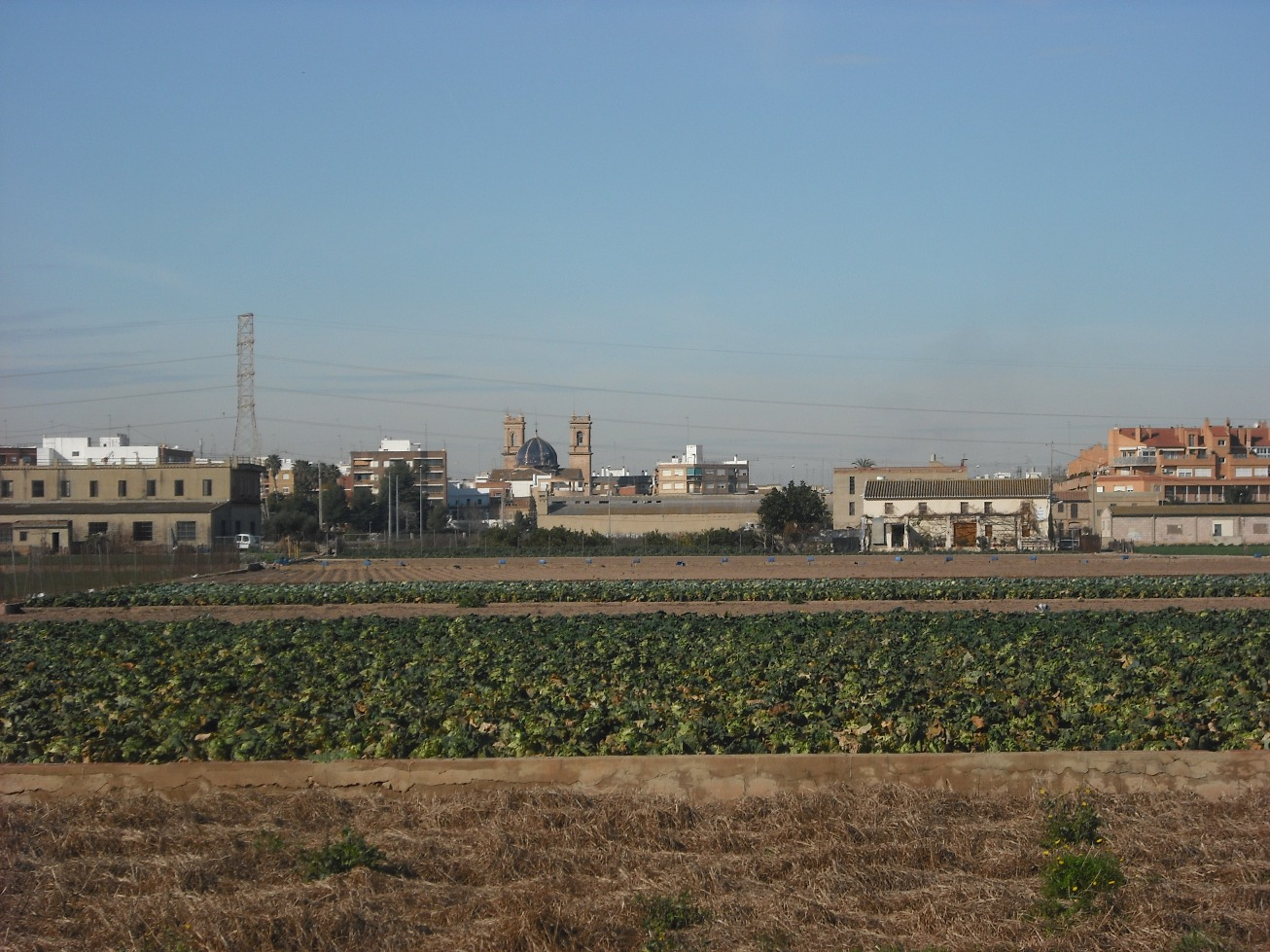
L'Huerta d'Almàssera visto dalla Via Xurra col paese sullo sfondo

- Huerta: Il centro urbano di Almàssera occupa il sud-ovest del territorio comunale, il resto è coperto da campi irrigati, il frutteto.[26] Almàssera è uno dei comuni dell'Horta di Valencia che conserva la maggiore superficie di essa in buono stato di conservazione. Si possono ancora osservare alcune capanne, le norie e la disposizione dei canali di irrigazione.[26] Il prodotto più caratteristico è, senza dubbio, la chufa, già citata da Cavanilles nelle sue Osservazioni,[27] ma sono molto diffusi anche carciofi, patate, pomodori, meloni, angurie, ecc. Esistono itinerari, chiamati Rutes de l'Horta, per scoprire questa zona tradizionale, che possono essere completati con una visita al Museo de la Huerta.[26]

## Economia
L'importanza dell'agricoltura si è notevolmente ridotta negli ultimi decenni e, sebbene il 72% del territorio comunale sia ancora coltivato, nel 2003 solo il 5% della popolazione occupata era impiegata in questo settore. Tutte le colture sono irrigue, con ortaggi, patate, spiccano le noci di zigolo e gli agrumi.
L'industria e l'edilizia impiegano il 42% della popolazione e sono principalmente dedicate ai prodotti in metallo, ai prodotti chimici, ai macchinari, all'alimentazione e al legno. Il principale motore dell'economia è il settore dei servizi, che nel 2003 impiegava il 52,5% della popolazione. popolazione.

## Cultura
Almàssera è famosta per le Fiestas mayores: celebrate alla fine di agosto in onore del Santissimo Sacramento, unendo eventi tradizionali come il bous al carrer ad altri più ricreativi. L'evento più importante è la processione del Corpus Domini, celebrata la quarta domenica di agosto dal papa privilegio. Molti residenti della città vi prendono parte, interpretando personaggi biblici, insieme a danze e alla presenza di giganti e testoni.

### Musei

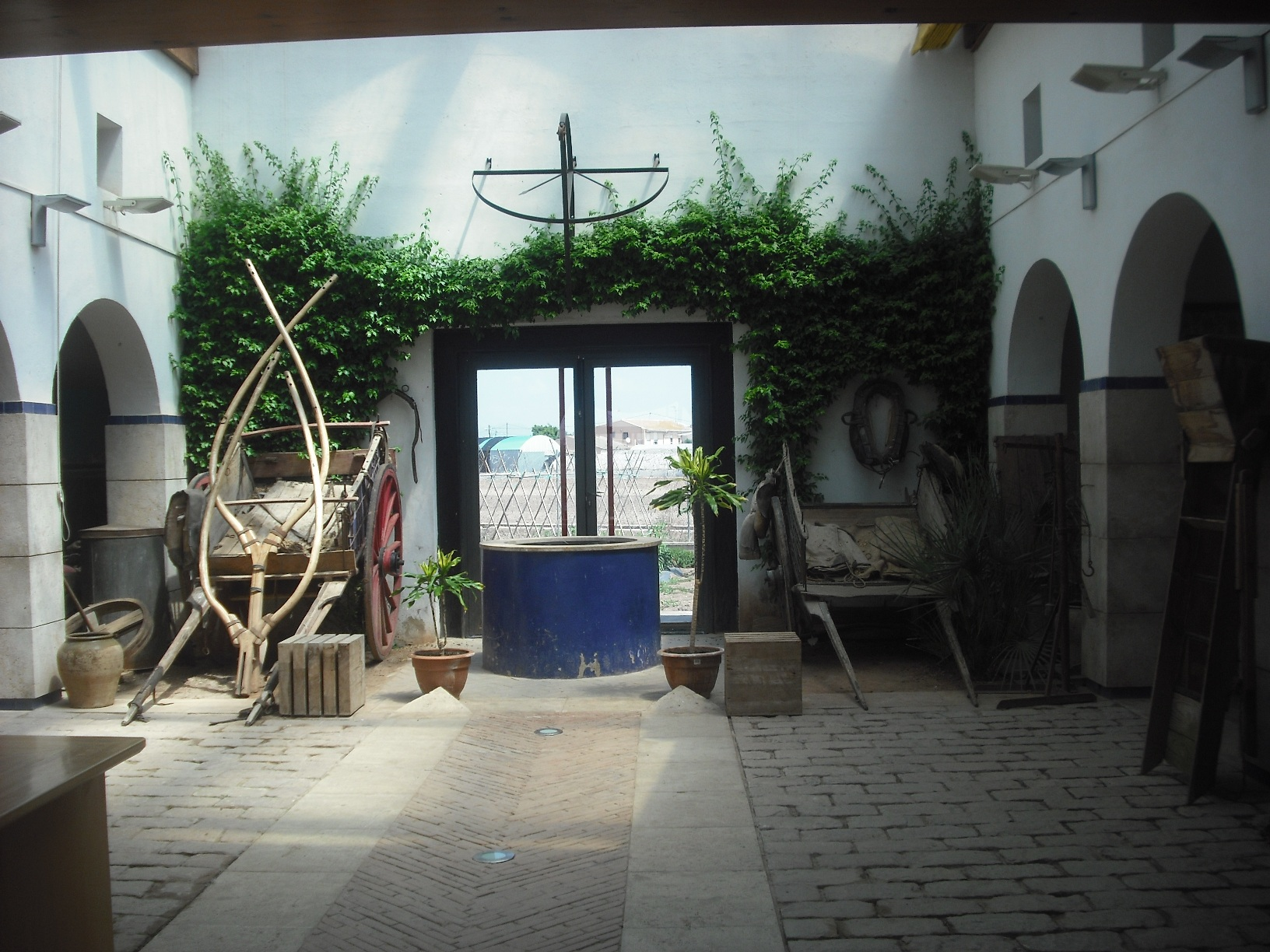
L'atrio del Museo de la Huerta

- Museo de la Huerta (Museu de l'Horta in valenciano): Inaugurato nel 1999 nell'edificio dell'antico mattatoio del XIX secolo[29] il museo raccoglie la storia della popolazione divisa in tre sezioni: la cucina, la casa e la campagna, oltre ad ospitare anche un'importante collezione di fotografie.[30] La collezione all'aperto è composta da attrezzi agricoli e animali da fattoria (conigli, polli, anatre e piccioni), così come una varietà di piante tra cui salvia, timo, prezzemolo, basilico, rosmarino, alloro, ecc.[29]

- Casa Natalicia de los Hermanos Lladró: Nell'agosto del 2004 la famiglia Lladró, proprietaria dell'omonima azienda produttrice di porcellana di qualità, ha inaugurato questo spazio per mostrare come ha iniziato a realizzare le sue sculture. È possibile ammirare anche le prime opere degli artisti, disegni, affreschi e sculture realizzati dai fratelli Lladró durante il loro periodo da studenti.[31] Questo museo integra il Museo Lladró, situato a Tabernes Blanques.[31]

### Media
Ad Almàssera esiste una radio municipale, Radio Rabosa, disponibile sulla frequenza 87.6 FM

## Infrastrutture e trasporti

### Strade
Il comune di Almàssera è attraversato da nord a sud dall'antica strada statale di Barcellona (N-340), attualmente trasformata in strada urbana, che si collega a nord con la CV-300 e a sud direttamente con Valencia tramite Tabernes Blanques. La CV-311 collega Almàssera con la V-21 nel comune di Alboraya.

### Mobilità urbana

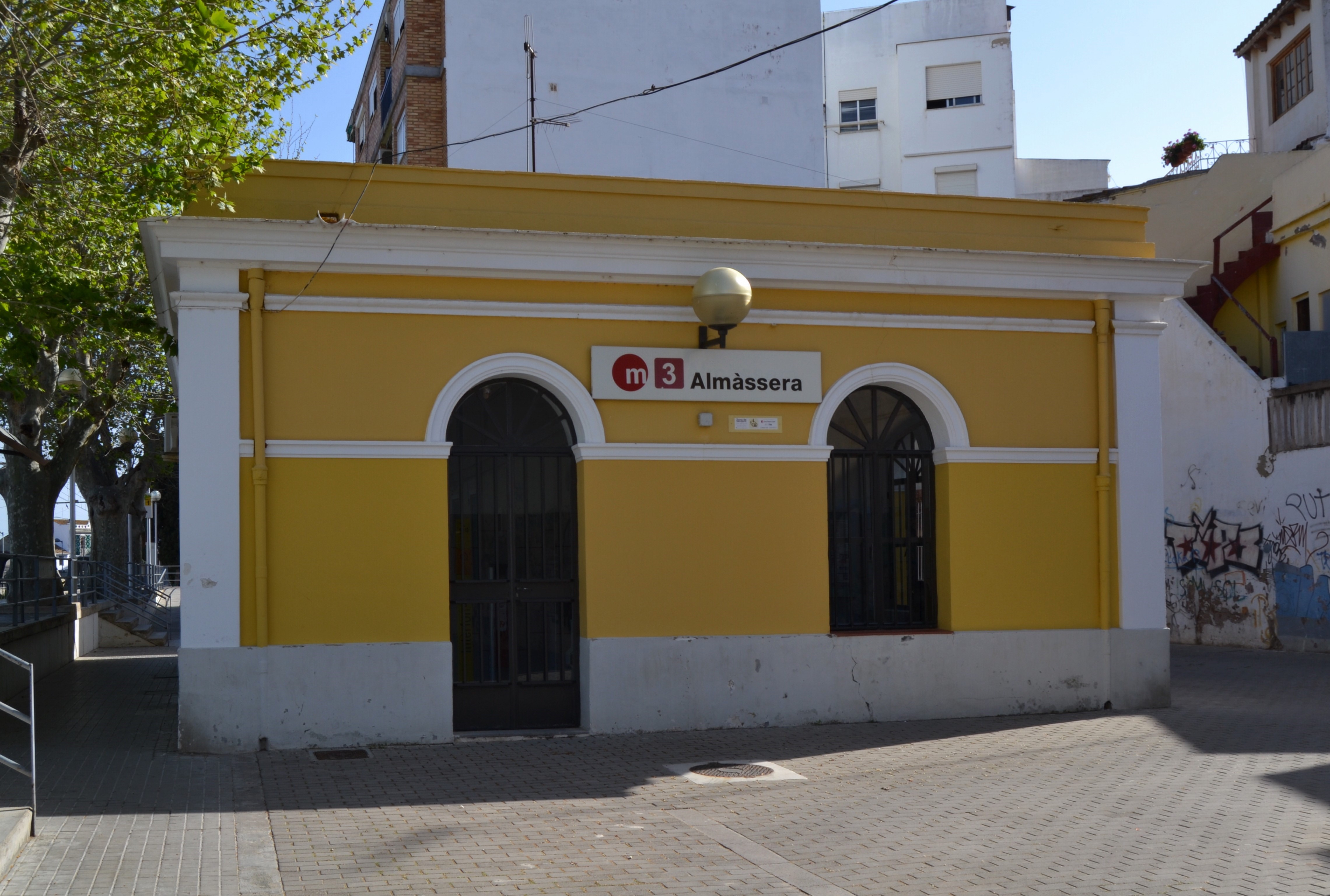
La stazione Almàssera

Ha una stazione della metropolitana di superficie sulla linea 3 della Metrovalencia, chiamata Almàssera.

## Amministrazione

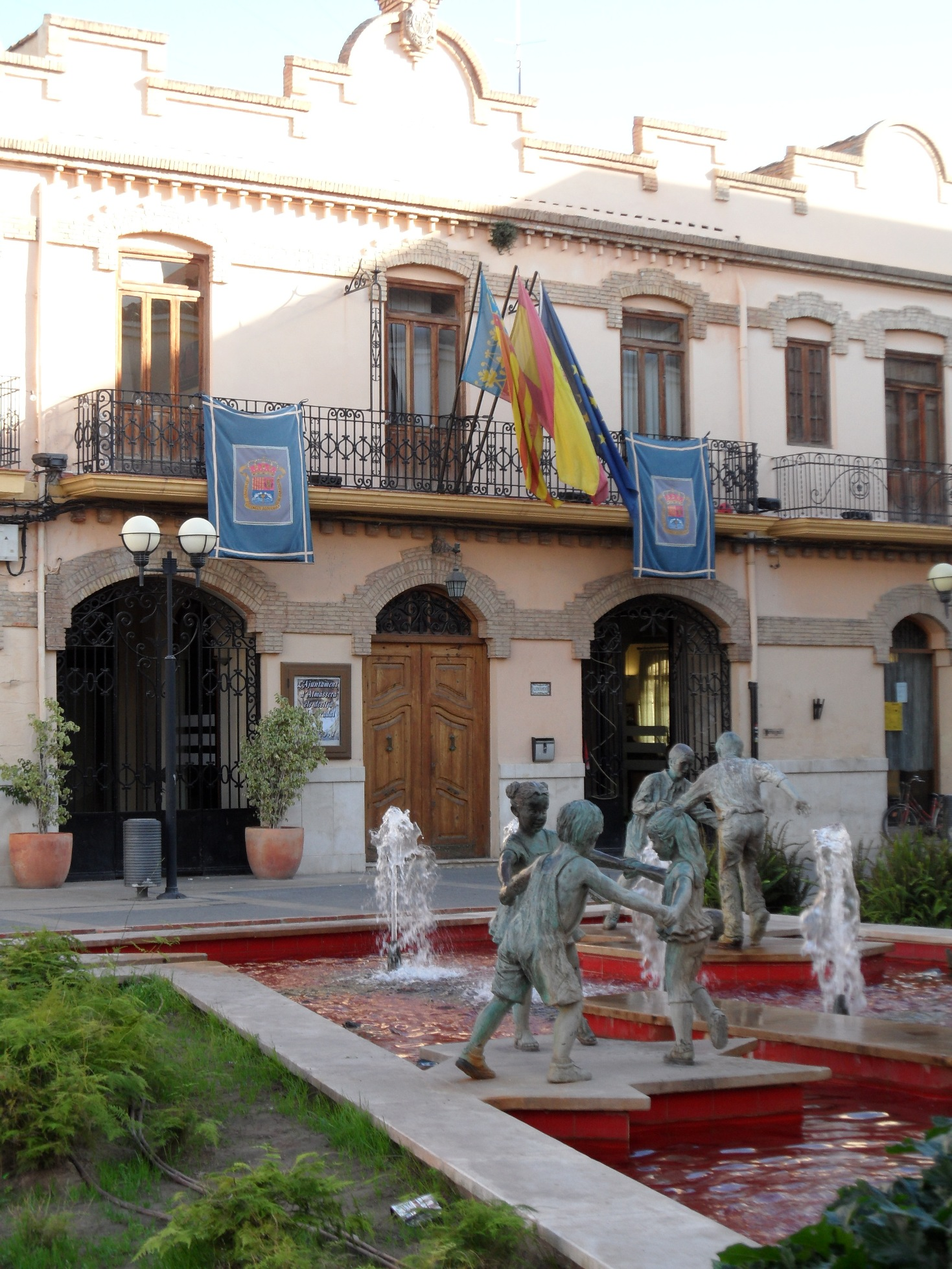
Il municipio di Almàssera

Almàssera è governata da una corporazione locale composta da consiglieri eletti ogni quattro anni a suffragio universale che a loro volta eleggono un alcalde. La lista elettorale è composta da tutti i residenti registrati ad Almàssera di età superiore ai 18 anni e dai cittadini spagnoli e degli altri paesi membri dell'Unione Europea. Secondo quanto disposto dalla Legge sul Regime Elettorale Generale, che stabilisce il numero di consiglieri eleggibili in base alla popolazione del comune, la Corporazione Municipale di Almácera è composta da 13 consiglieri. L'attuale sede del municipio di Almacerí si trova in Plaza Mayor. Il consiglio comunale di Almácera è attualmente presieduto dal PP ed è composto da 7 consiglieri di questo partito (maggioranza assoluta), 5 del PSPV e 1 di Compromís.
Di seguito l'elenco degli alcalde da quando è presente l'elezione diretta dell'alcalde da parte dei cittadini (cioè 1979):
| Periodo          | Periodo          | Primo cittadino                | Partito   | Carica    | Note   |
| ---------------- | ---------------- | ------------------------------ | --------- | --------- | ------ |
| 19 aprile 1979   | 28 maggio 1983   | Vicente Antonio Bayarri Orrios | UCD       | Alcalde   | [ 35 ] |
| 28 maggio 1983   | 30 giugno 1987   | Antonio Sánchez Aguilar        | PSPV-PSOE | Alcalde   | [ 35 ] |
| 30 giugno 1987   | 15 giugno 1991   | Vicente Antonio Bayarri Orrios | AP        | Alcalde   | [ 35 ] |
| 15 giugno 1991   | 30 novembre 1991 | Enric Ramon i Montanyana       | UV        | Alcalde   | [ 35 ] |
| 30 novembre 1991 | 17 giugno 1995   | Julián Puché Hernández         | PPCV      | Alcaldesa | [ 35 ] |
| 17 giugno 1995   | 3 luglio 1999    | Enric Ramon i Montanyana       | UV-CCV    | Alcalde   | [ 35 ] |
| 3 luglio 1999    | 14 giugno 2003   | Enric Ramon i Montanyana       | UV        | Alcalde   | [ 35 ] |
| 14 giugno 2003   | 16 giugno 2007   | Enric Ramon i Montanyana       | UV        | Alcalde   | [ 35 ] |
| 16 giugno 2007   | 11 giugno 2011   | Laura Roig Panach              | PPCV      | Alcaldesa | [ 35 ] |
| 11 giugno 2011   | 13 giugno 2015   | Laura Roig Panach              | PPCV      | Alcaldesa | [ 35 ] |
| 13 giugno 2015   | 15 giugno 2019   | Ramon Puchades Bort            | PSPV-PSOE | Alcalde   | [ 35 ] |
| 15 giugno 2019   | 17 giugno 2023   | Ramon Puchades Bort            | PSPV-PSOE | Alcalde   | [ 35 ] |
| 17 giugno 2023   | in carica        | Emilio José Belencoso Rodrigo  | PPCV      | Alcalde   | [ 35 ] |

### Gemellaggi
Almàssera è gemellata con:
- Villarta de San Juan
- Torredelcampo